# 保羅·貝雷斯福德

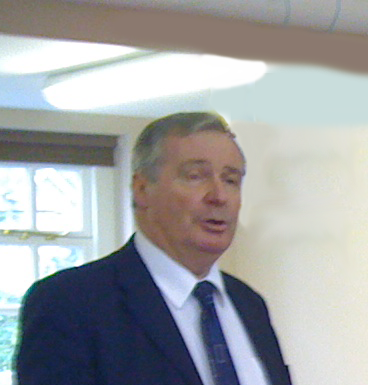
保罗·贝雷斯福德

保羅·貝雷斯福德爵士（英語：Sir Alexander Paul Beresford，1946年4月6日—）是一位紐西蘭出生的英國保守黨政治人物和牙醫，自1997年開始，他擔任莫爾河谷選區選出的英國下議院議員。